# Selkäsaaret (ö i Finland, Södra Savolax, Pieksämäki, lat 62,29, long 26,78)
Selkäsaaret är en ö i Finland. Den ligger i sjön Pyhäjärvi och i kommunen Pieksämäki i den ekonomiska regionen  Pieksämäki ekonomiska region  och landskapet Södra Savolax, i den södra delen av landet, 250 km norr om huvudstaden Helsingfors. Öns area är 0,4 hektar och dess största längd är 90 meter i nord-sydlig riktning.  Notera att namnet antyder att det är fråga om flera öar.